# تترای سیاه
تترای سیاه (نام علمی: Gymnocorymbus ternetzi) نام یک گونه از تیره کاراسینان است.